# Default (finanças)
Um incumprimento (pt-eur) default ou calote (pt-br), em finanças, é o incumprimento das obrigações legais ou condições de um empréstimo, por exemplo, quando um comprador não pode pagar sua hipoteca, ou quando uma corporação ou governo não é capaz de pagar uma obrigação que tem chegado a sua maturidade. Um incumprimento ou default soberano ou nacional é a incapacidade ou a rejeição de um governo de devolver sua dívida pública.
O maior incumprimento ou default privado da história é o de Lehman Brothers, com mais de 600 bilhões de dólares quando se declarou em quebra em 2008 e o maior impago soberano é o de Grécia com 138 bilhões de dólares em março de 2012.